# 1771 au théâtre
| Années du théâtre : 1768 - 1769 - 1770 - 1771 - 1772 - 1773 - 1774    |
| Décennies du théâtre : 1740 - 1750 - 1760 - 1770 - 1780 - 1790 - 1800 |

## Événements
- À la mort de l'acteur allemand Konrad Ernst Ackermann, son épouse l'actrice Sophie Charlotte Ackermann et son beau-fils l'acteur Friedrich Ludwig Schröder reprennent la direction du théâtre de Hambourg.
- Déplacement à Paris de la Foire annuelle Saint-Ovide, avec des spectacles, sur la place Louis XV.
- À la suite du succès à l'âge de 14 ans de Marie-Antoinette-Joseph Saucerotte, dite Mademoiselle Raucourt en 1770 sur la scène du théâtre de Rouen, les gentilshommes de la Chambre du roi la font venir à la Comédie-Française.

## Pièces de théâtre publiées
- Olinde et Sophronie, drame héroïque de Louis-Sébastien Mercier, Paris, Edme-Jean Le Jay (lire en ligne).

## Pièces de théâtre représentées
- 12 janvier : Le Fabricant de Londres, drame de Charles-Georges Fenouillot de Falbaire de Quingey, Théâtre-Français, Paris.
- février : Clementina (en), tragédie de Hugh Kelly, Covent Garden Theatre, Londres.
- 4 novembre : Le Bourru bienfaisant, comédie de Carlo Goldoni, Théâtre-Français, Paris.
- The West Indian (en), comédie de Richard Cumberland, Théâtre royal de Drury Lane, Londres.
- Almida, tragédie de Dorothea Celesia adaptée de Tancrède de Voltaire, Théâtre royal de Drury Lane, Londres.

## Naissances
- 21 mars : Thomas John Dibdin, dramaturge anglais, mort le 16 septembre.
- 21 avril : Népomucène Lemercier, poète et dramaturge français, mort le 7 juin 1840.
- 2 juillet : Jean-Baptiste-Charles Vial, auteur dramatique français, mort le 27 octobre 1837.
- 10 septembre : Charlotte Vanhove, actrice française, sociétaire de la Comédie-Française, morte le 10 avril 1860.
- 2 octobre : Henri-François Dumolard, dramaturge français, mort le 21 décembre 1845.
- 9 octobre : Charles-Augustin Bassompierre, dit Sewrin, auteur dramatique et librettiste français, mort le 22 avril 1853.
- 18 octobre : Alexandre de Ferrière, auteur dramatique, journaliste et éditeur français, mort le 23 février 1848.
- Date précise inconnue ou non renseignée :
  - Louise Fusil, actrice française, morte en 1848.

## Décès
- 4 novembre : Pierre Nicolas Brunet, dramaturge français, né en 1733.
- 13 novembre : Konrad Ernst Ackermann, acteur allemand, fondateur et directeur du théâtrede Hambourg, baptisé le 4 février 1712.
- 23 décembre : Johann Friedrich Löwen, dramaturge et historien du théâtre allemand, né le 13 septembre 1727.
- 29 décembre : Elena Balletti, dite Flaminia, actrice et dramaturge italienne, née le 27 avril 1686.
- Date précise inconnue ou non renseignée :
  - Jean-Auguste Jullien, dit Desboulmiers, historien du théâtre et auteur dramatique français, né en 1731.